# 辣韮の皮〜萌えろ!杜の宮高校漫画研究部〜
『辣韮の皮〜萌えろ!杜の宮高校漫画研究部〜』（らっきょうのかわ〜もえろ!もりのみやこうこうまんがけんきゅうぶ〜）は、阿部川キネコによる日本の4コマ漫画作品。連載話数の単位は「第○○皮」。
『コミックガム』（ワニブックス）2000年7月号より2009年10月号まで約9年間という長期にわたる連載となり、作者の代表作となった。単行本は全7巻（ワニブックス）。
ドラマCDも一度作成されている。

## 概要
作品内で描かれるオタクギャグには、近年の広く知られるネタにとどまらず、1970年代・オタク文化黎明期の古典的ネタが用いられるものも多く、若い世代には難度が高いギャグも少なくない。作者も、長期連載により時事ネタが風化する事と並んで、古典ネタが若手読者に理解されにくいことを悩みに挙げている。
作者自身、腐女子を自認する相当なベテランオタクであり、SF大会に参加したことや、アメリカで開催されているアニメコンベンションに参加したときの様子などを、単行本にレポート漫画として掲載している。
高校が舞台の学園ジャンルの漫画であるが、連載が長期に渡っているため、時間・季節の流れはあっても登場人物が歳をとらず、生徒たちが進級・卒業しないかたちで描かれている。4月に新登場する新入生キャラクターは、3月以前から在籍している主人公・滝沢の同級生となり、そのまま進級せずに1年生として滞留し続ける。また、新寺は漫研部長かつ生徒会長の地位が固定しており、部長・会長職の改選話も浮上することはない。

## 登場人物
多種多様な「業の深いオタクたち」を配し、4コマ連作ながら濃厚なネタ連発による異様に奥の深い世界を構築しているのが、本作の持ち味である。
登場人物の名前は、作者の出身地である宮城県の地名や名物等にちなんでつけられている。また、学校名の「杜の宮高校」も、仙台市の異名である「杜の都」をもじっている。
杜の宮高校は公立高校だが制服がなく、生徒たちは背広メインの新寺と迷彩服専門の岩沼を除いては、カジュアルな私服で登校する者が多い。牧子のコスプレ登校も、この設定があってこそのネタである。

### 杜の宮高校漫画研究部員
※声はドラマCD版のもの。
滝沢政宗（たきざわ まさむね） （声：草尾毅）
本作品の主人公の1年生。「高校デビュー・脱オタク」を目指したが、入学時点でその過去を把握していた新寺の狡猾な脅迫によって、漫画研究部に入部させられたオタク。自称一般人だがオタク部分が隠しきれず、何かある毎に新寺に弱みとしてつつかれている。月子に好意を寄せているが、告白できないでいるヘタレでもある。主人公ながらもっぱら割を食い、虐待を受ける哀れな役回り。中学時代にオタクの道に足を踏み入れ、その事が原因で失恋。脱オタクを図るためにまず外見から自己改革を図ったが、ファッションセンスに限界があり、自己流（というより、ファッション雑誌丸写し）のいささか珍妙なコーディネートは周囲から微妙な評価を受けている。オタクである自分にコンプレックスを持ち、度々被害妄想に襲われ一人相撲を繰り広げては墓穴を掘り、新寺に遊ばれるネタにされている。
名前の由来は伊達政宗だが、「正宗」と誤植されていたのを作者および編集者に二年半気づかれなかったという逸話の持ち主。
新寺晃治（しんでら こうじ） （声：矢尾一樹）
生徒会長兼漫研部部長の3年生。表向きは真面目で優等生、容姿端麗な好青年であり、教諭陣・一般生徒たちからの受けも良いが、中身は真っ黒な精神的サディストという、人格最悪の陰湿な人物。「変人（マニア）を集めるマニア」を自認。しばしば悪辣な策謀を巡らし、周囲を混乱に陥れる。また多方面に謎のオタク系コネクションを持ち、各種の極秘情報把握や広範なネゴシエーションにも長けている。「滝沢で遊ぶ」（おちょくる）事を常日頃から楽しんでおり、それを見た月子からは「滝沢と新寺はデキている」と事ある毎にやおいネタにされている。実際に妹がいる滝沢に「妹萌え」が無い事を問題にしていながら、実際に姉がいる自分に「姉萌え」が無い事は棚に上げる身勝手な人物でもある。
奇怪な筆致で（本人は心の叫びを描いた高尚な芸術作品だと信じている）抽象的漫画を描くが、その内容はかなりシュールであり、一般人には謎のホラー漫画にしか見えない。平常はネクタイ着用を欠かさないフォーマルなスタイリストだが、イベントで女装すると姉にそっくりなケバめの美貌となる。また自分にとっての黒歴史を知る姉には逆らえずちょくちょく扱き使われているが、年齢をネタにした皮肉を言っては鉄拳制裁を受けている（その際には血文字で「姉」とダイイング・メッセージを遺す）。
名前の由来は仙台市若林区新寺小路（しんてらこうじ）。
萩野月子（はぎの つきこ） （声：菊地由美）
漫研部員の2年生。小柄でかわいらしい外見だが、「筋肉チンコ」なる凄絶なペンネームを名乗り、極めてハードコアなボーイズ系同人を描く筋金入りの腐女子。友達思いで、牧子との友情は厚い。恋人は度々作るが、相手が一般人のため「イベント越え」ができず、そのうち疎遠になって別れる、というパターンを繰り返す。滝沢の懸想にはアプローチがあっても一向に気付かず、さっぱりフラグは立たない。胸の貧しい幼児体型に激しいコンプレックスを持つ。
名前の由来は仙台銘菓の「萩の月」。
八乙女泉（やおとめ いずみ） （声：堀内賢雄）
漫研部員の3年生。外見はデブ系オタク男だが、運動神経は優秀で、新寺の親友、かつ抑え役でもある漫研一（唯一）の常識人。集中力が人並外れて高く、ハマったマンガなどを通じて興味を持った技芸やスポーツは全て「極める」レベルまで習得する。「マクハリ♥オボコ」なる異様なペンネームを名乗り、18禁の男性向け同人漫画で広く人気のある有名人だが、本来の画調は絵本の挿絵のようなファンタジー系（漫研会誌でのペンネームは「ゆり かもめ」）。見かけによらぬ並外れた腕っ節の強さと（各種格闘技能も習得している一時期のマイブームが「少林拳」）、新寺と違い裏のない紳士的な振る舞いによって、内外を問わず人望は厚い。
牧子からは、太った体型にはとても似合わないようなコスプレを懇願されては断るのが日常。本人はハート様（北斗の拳）のコスプレは似合う自信があると言っていたが、後に『覚悟のススメ』の怪キャラクター・破夢子のえげつない女装コスプレを実行し、泉に二枚目を演じさせたがる牧子を嘆かせた。
名前の由来は仙台市泉区八乙女。
伊達牧子（だて まきこ） （声：サエキトモ）
漫研兼演劇部員の2年生。背が高くスタイルが良い美女であるが、常に何かしらのコスプレをしている（このコスプレは女性キャラとは限らず、しかも登場する度にコスチュームが替わる。本人にその奇矯さの自覚はない）。オタク業界では美貌のコスプレイヤー「MAKI」として名の通った存在だが、将来はプロの声優となることを目指して日々努力を積み重ねている。泉に好意を持っているが、告白できないでいる。
名前の由来は「伊達巻」。
松島笹美（まつしま ささみ） （声：真田アサミ）
図書委員兼漫研部員の1年生。通称ちゃみい。（漫画に出てくるような）アホ毛の立った眼鏡っ娘。元は単に脳天気な文学少女だったが、月子から「やおい系」への悪の誘いを受けたのをきっかけに腐女子道に開眼、痛さも自覚せずやおいロードを突き進み、ついには大手ボーイズ系同人サークル「姫の聖魔殿」の主催者に成長。周囲の制止も聞かず「綺羅星明日姫」（きらほしあすき）なる痛すぎるペンネームを自ら選んだ。素性は（漫画にありがちな、執事・メイドに囲まれた王侯貴族のごとき生活を送る）富豪令嬢で、金銭感覚などは両親共々浮世離れしている。野球部エースの南光大と（健全に）付き合っている。青葉からは、「トロメガネ」「メガネザル」と呼ばれている。
好きな二次元キャラは悟浄（最遊記シリーズ）、アスラン（機動戦士ガンダムSEED）、ルルーシュ（コードギアス 反逆のルルーシュ）と変動。自分も移り気だが、他者の同人ジャンル転換にはしばしば激怒する。
名前の由来は日本三景の松島と仙台名物の「笹かまぼこ」。
岩沼やもと（いわぬま やもと） （声：千葉繁）
漫研部員の1年生男子。通称軍人君。新寺曰く「10年に1人の逸材」。常に迷彩服にグラサンを着用（素顔を見た者はいない）、武器を必ず携帯（対人使用も辞さない）、食事も軍用食の「Cレーション」で賄う、などなど徹底した軍事マニアぶりを誇る（父親は陸上自衛隊に所属している模様）。半面、メイド・眼鏡っ子・妹・ブルマ等、数多くの無用なフェチ属性があり、しかもマゾヒストと異常な要素が揃った変質者で、総合的にもオタクとしての問題児ぶりでは部内随一というはた迷惑な男。周囲の人々を軍隊式の階級（元帥〜三等兵）で格付けする山下清もどきの性癖がある。軍事知識はサバイバルゲーム好きの両親仕込みでハイレベルだが、体力・運動能力が今一つ。滝沢と並び、作品ではしばしば虐待を受ける役回り。新寺の漫画を理解できる稀有な人材でもある（本人はまともな漫画自体描けない）。
名前の由来は宮城県岩沼市と旧矢本町（現東松島市）。

### 杜の宮高校関係者
名取正義（なとり まさよし） （声：中井和哉）
漫研部顧問の青年教諭。通称ジャスティス（名前の｢正義｣の英訳）。漫研顧問に相応しく重度の特撮オタクで『仮面ライダー』をこよなく愛し、腰には常にライダーベルトが光っている。古典的な昭和ライダーを愛しており、毎年新たな設定でテレビ放映される一連の「平成ライダー」には時として拒否反応を起こし、放送更改期の2月になると学校に出勤しなくなる。これは通称「2月病」と呼ばれ、他の教師からも諦められている。
名前の由来は宮城県名取市。
南光大（みなみ こうだい） （声：森田成一）
杜高野球部のエースで、ちゃみいの彼氏。さわやか天然好青年で、ちゃみいの趣味・言動の異常さを意識せず、素直に受け入れてしまえる幸福な神経の持ち主。オタクと一般人の恋愛など成立する訳がないと考える新寺に何度もちゃちゃを入れられているが、その関係は全く揺らがない。
名前の由来は仙台市泉区南光台。
塩釜港（しおがま みなと）
図書委員長兼文芸部部長の3年生。小説家志望の知性派女子で、一人称は「僕」（これは後述の通り家庭環境による）。大きな眼鏡を掛け、髪型はショートカット、服装はネクタイを締めズボン姿、というボーイッシュな風体が日頃のユニフォームで、ひどく小柄だが相当な巨乳（で美乳）の持ち主。生真面目でプライドは高く、その半面で照れ屋。愛書家でSFに情熱を傾けており、関連のうんちくを語らせると長い。SFやファンタジーとの関連から『指輪物語』や『ガンダム』シリーズ・特撮アクション等に関する造詣も深く、このため守備範囲の重なる漫研部員に引きずられてコミケで協同コスプレを挙行してしまうこともある。なぜか新寺の悪辣な素顔を知っており、その仲は険悪、事ある毎に「口論」レベルの「議論」を戦わせている。泉の評では「同族嫌悪」であるが、新寺とはかつて何らかの因縁があったらしい。
名前の由来は宮城県塩竈市の塩釜港。
秋保温司（あきゅう あつし）
杜高の1年生で演劇部所属。いわゆるカメコで声優オタク。牧子の元追っかけであり、杜高に入ったのも「MAKIさん」こと牧子が目的。一般人を装っての奇矯なファッションセンスでも滝沢の同類であるが、滝沢同様「自分はオタクではなく、カメラがちょっと好きな一般人」と主張する。その痛々しさ故に滝沢の同族嫌悪の対象となっており、新寺をしばしば喜ばせる。カメラに関してはある意味凄腕で、軍ヲタである岩沼よりもシャッターチャンスに鋭く、岩沼の自信を喪失せしめた。「着ぐるみコスプレ撮影会」に参加して女装コスプレをすることがあり、後にそれが高じて演劇部で女役を演じることになった。
名前の由来は仙台市太白区の秋保温泉。
牛下利久（うしした りく）
文芸部の2年生で、三重県から転入してきた関西弁の娘。転校前から塩釜港の同人小説のファンで、港本人をも「お姉さま」と慕っており、その振る舞いは半ば百合の世界に踏み込みかけている。漫画内では常に前髪で目が隠れ、表情は分かりにくい。6巻での登場早々、三重出身というだけで漫研部員から「伊賀忍者娘」扱いされており、6巻では「くの一スタイル」コスプレ姿で和服半脱ぎの塩釜港と共に表紙を飾った。
名前の由来は仙台名物の「牛タン」（牛舌）と牛タンの有名店「利久（りきゅう）」。
モニカ＝ホワイトパイン
滝沢のクラスの交換留学生で、アメリカ人。アニメ好きでそのことを隠す気配はまったくない。
コスプレイヤー。
名前の由来は銘菓「白松がモナカ」。

### その他の登場人物

#### 花京院艶子とその同志
花京院艶子（かきょういん つやこ） （声：田中真弓）
新寺の姉。本名不明（上記はペンネーム）、実家に住んでいるが詳しい職業も不明、狡猾で高慢な性格の独身女性。かつてその筋で名を馳せたボーイズ系大手の伝説的同人漫画作家で、引退していたが近年復帰。漫研部員とは協力 (?) 関係にあり、部員たちからは「艶子先生」と敬称を付けて呼ばれる。自宅での執筆作業中はがさつな眼鏡黒髪同人女だが、ハレの時にドレスアップすると、髪の色まで変わってケバめのセレブ系美女に変身。新寺が唯一逆らえない人物で、姉弟仲が悪く度々衝突するが、豪腕のうえに弟の恥ずかしい過去を把握しており、口でも拳でも常に弟が敗北する。月子同様、恋愛してもイベント越えができずに長続きせず、婚期を逸しつつあることを密かに悩んでいる（が、これに弟が言及すると容赦ない鉄拳制裁を下す）。正確な年齢は不明だが、昭和50年代以前のベテランオタクネタを度々ぽろりとつぶやき、それなりに年長であることを露呈する。
「辣韮の皮」に多数登場する親族系キャラクターの中でも最強の常連キャラであり、コミックス5巻ではジャスティスとの共演で表紙出演を果たした。
名前の由来は仙台市青葉区花京院。
花吹雪蘭（はなふぶき らん）
艶子と同期の同人作家仲間。自称「仕上げの鬼」。
サクラコ
艶子と同期の同人作家仲間。自称「華麗なる効果線」。

#### 漫研部員・その他主要キャラの親族
滝沢萌美（たきざわ もえみ） （声：池田千草）
滝沢の中学生の妹。オタクヘイターであり、オタクである兄のことを常日頃から疎ましく思っている。一方で滝沢の現状を「中途半端」と評するようなところもあり、兄に対する気持ちは複雑なようである。
また、勝手な「オタク的基準」でちょっかいを出してくる新寺（及び岩沼）を「ヘンタイ」と呼び嫌っているが、物につられて2人の頼みを聞き入れ、イベントでメイド服姿の売り子になったことがある。その際には新寺の「教育」により、見事なツンデレ妹メイドを演じて見せた。

名取勇樹（なとり ゆうき）
ジャスティス・名取正義の兄で、スーツアクターをしている。名義は「YU〜KI」。
勇樹→勇気で自称「ブレイブ」らしい。幼い頃から弟を泣かせ続けてきた過去があり、ジャスティスのトラウマの原因でもあるが、兄弟揃ってはた迷惑な人物であることに変わりはない。常にヒーローの衣装に身を包んで素顔を見せず、ジャスティスの見せ場にはしばしばいきなり乱入し、特にジャスティスが落ち込んでいる時（2月病や盲腸の手術後etc.）に限って新作ライダーのスーツで現れて神経を逆なでする。
萩野満（はぎの みつる）
月子の兄で、大学生。
常識人であり、妹の月子（の趣味）に関しては諦観の念の域に達している。
塩釜港の兄たち
祥明（しょうめい）・久作（きゅうさく）・中也（ちゅうや）
塩釜港には4人の兄がいるが、55話で名前付きで登場したのは上記3人。兄弟の正確な順列や残り1人の名前は不詳（港の「理想の男性」のサンプルはこの無名の兄らしい）。ジャンルは違えど、いずれも愛書家でそれぞれ専用書庫を持ち、全員、末妹の港については相当なシスコンぶりを示す。父親と兄たちの一人称が揃って「僕」であったため、その男性だらけの環境も伴って、妹の港はボーイッシュな服装の「ボクっ娘」になってしまった。なお塩釜家は、港と兄全員、父親、そして既に他界した母親までもが眼鏡着用者という「眼鏡一家」でもある。

#### 松島夫妻と従僕たち
ママン（松島夫人）
ちゃみいの母。おっとりした富豪夫人であったが、娘のちゃみいの書いたボーイズラブ小説が雑誌掲載されたのがきっかけで「ボーイズラブ」に開眼してしまい、BL漫画・小説を愛好する「主腐」化。その後、病気は更にエスカレートし、ついには親交のある周囲の上流夫人や、屋敷のメイドたちにまでBL趣味を伝染させてしまった。ちゃみいとの「暗黙の了解」で、この病気は夫には露見していない。BL同人誌を買い集め、隠し持つために、電子ロック付き書庫の設置や部下に命じての同人誌完全コレクトなど、巨費を費やすことも躊躇しないセレブ主腐。
パパン（松島氏）
ちゃみいの父親。豪奢なガウン姿で優雅にパイプをくゆらすヒゲの富豪男性という、漫画に出てくる絵空事のようなキャラ（なぜか常に自宅でくつろいでいるシーンばかりで、仕事をしている描写はない）。娘のちゃみいには限りなく甘く、惜しげなく高額なオーダーメイド製品を買い与える。妻と娘の「秘密」が何なのか知りたがっているが、真相を未だ知らずにいる。
楠佐和子（くすのき さわこ）
松島家のメイドで、リーダー格（勤続3年目）。有能かつ忠実なメイドだが、メイドネタ取材のモデルにされるなど、ちゃみいの「ご学友」たちの異常さに困惑させられている。後には松島夫人の悪影響を受けた同輩のメイドたち多数が腐女子化し、更に頭を抱える羽目になる。彼女自身は「病気」ではないが、売り子も他のメイドと共にこなしている。
白木（しらき）
ちゃみぃのボディーガード兼お世話係。端整なメガネの二枚目男性。ちゃみいのBL出版社への原稿持ち込みに随行し、編集部の女性たちをして狼狽せしめた。出版社の女性たちいわく「『受け』っぽい」外見であるとの評。
桜井（さくらい）
松島家の新人執事。客人として堂々たるセレブぶりを見せた（ハレの日仕様の）艶子に憧れを抱いているが、化粧前と化粧後の艶子が同一人物であることには気づいていない。艶子の2度の松島家来訪により、名前だけは覚えて貰えたようである。

#### その他の友人・知人
吉成青葉（よしなり あおば）
杜の宮高校の山向こうにある女子校の生徒。コミケで盗撮されそうになっているところを泉に助けられて以来、彼を追いかけるようになる。牧子とは恋のライバル同士になるが、牧子が表立って行動していないため、あまり意識している様子はない。むしろ、好みのカップリングがことごとく逆であるちゃみぃとの対立ぶりが激しく、しばしばカップリング論争をしている。しかし第81話では意見が一致した事により、急に仲良くなった。月子は「彼女の“好きなキャラ攻め派”なのが、功をなした」と語る。
ちゃみぃは「あおばか」と呼んでいる。
名前の由来は仙台市青葉区吉成。
うっちゃん
月子の友人で、よく売り子をしている腐女子。
受け攻め固定派のちゃみぃに対し、彼女は受け攻めが入れ替わる「リバ」も好きで、ちゃみぃのことは少し苦手のようである。
まりちん
ちゃみぃの友人で一般人。段々重度のオタクになっていくちゃみいに困惑している。
広瀬（ひろせ）
月子の元彼氏。作中で2回付き合ったことがあるが、月子の都合で長続きはしなかった。
名前の由来は仙台市青葉区広瀬町。
しの
月子の幼馴染（学校は別々）で、人形マニア。人形に手を出した結果突き抜けてしまい、アルカイックスマイルを常に浮かべている。
月子からは「しのぷー」と呼ばれている。
ナベやん
滝沢の中学時代のオタク友達。初めて滝沢を同人誌即売会に連れて行った人物でもある。高校でブラスバンド部に入ってからはアニメも観ず、オタクからは足を洗っている。ちなみに、第1皮で滝沢を振った恵子とは同じクラスらしい。
柏葉恵子（かしわば けいこ）（声：井ノ上奈々）
滝沢が中学時代に初恋した少女。
漫画では名前が不明だったが、ドラマCDでフルネームが明かされた。ナベやんによれば高校進学後、某オタク作品になぞらえて滝沢の事をネタにしていたらしい。
名前の由来は宮城県白石市白川犬卒都婆柏葉。
伊豆紀子（いず のりこ）（声：根岸恵）
恵子の友人で、一緒に滝沢の悪口で盛り上がっていた。
名前の由来は伊豆海苔。
近藤（こんどう）
滝沢の中学時代のオタク友達。愛称は「近ちゃん」。中学時代の回想シーンでは「にょ」をつけて喋っていた。
滝沢に「マクハリ♥オボコ」を教えた人物でもある。
他にも買っているサークルは「ちゅるるん屋」など。
もりやん
滝沢の中学時代のオタク友達。
回想シーンではよく近ちゃんとセットで出てくる。
サブやん
月子の友達。
なぎっち
月子の友人の同人作家で、高校2年生。
本名は不明だが、名字は「遠藤」。
岡部（おかべ）
滝沢と同じクラスの女子。
新寺に手紙を出すが、結果は「却下」だった。

#### 業界の人々
小西（こにし）
桜書房の編集で、月子の担当。眼鏡の優しげな女性だが、ソフトな口調でハードなプレイ描写へのアドバイスを語る筋金入りの腐女子で、月子をして唖然とさせた。
月子曰く「自分よりちゃみぃ向け」とのこと。
加藤良一（かとう りょういち）
アニメ関連業界でも人望があり、自らの事務所も持つ大御所声優。通称「カトリョー」。後進育成に熱心であり、牧子の声優としての素質を高く評価した。漫画には直接出現せず、伝聞でその存在・発言が報告されるのみ。

## 備考
- 「辣韮の皮」というタイトルは連載前に編集が提示してきたものであり、「土用の丑」とどちらか選べ、といわれてやむなく選んだタイトルである。サブタイトルにある「萌えろ!」という表記も無断でつけられたものであり、作者はいたく恥ずかしかったと語っている。
- 作者はふくやまけいこと交流があり、ふくやまは何度か単行本に寄稿している。八乙女泉の手による、とされる同人誌の原稿がそれである。
- 連載初期、長らく主人公「滝沢政宗」の名前が「正宗」と間違えて表記されていた。これには編集者どころか作者の阿部川自身も気付かず、コミックス1巻の初版が発行されてからやっと気付かれたような始末であった。滝沢は漫画の中のみならず、作者や編集者からも冷遇されていたのである。
- 2巻以降のコミックス各巻の表紙及び裏表紙は、毎回漫研部員たちによるテーマが統一されたオタクネタの集団コスプレ画である。またコミックスのカバーの地にはすべて皮を剥かれたラッキョウが写真であしらわれている。

## 単行本
単行本はガムコミックスより全7巻。
1. 2002年1月発売 ISBN 978-4847034244
2. 2002年9月発売 ISBN 978-4847034343
3. 2004年3月25日発売 ISBN 978-4847034664
4. 2005年10月25日発売 ISBN 978-4847035227
5. 2006年12月25日発売 ISBN 978-4847035517
6. 2008年12月23日発売 ISBN 978-4847036644
7. 2009年10月24日発売 ISBN 978-4847037023

3巻のみ、ドラマCD付の特装版が別に発行されている。
- CD付き初回限定版 2003年12月31日発売 ISBN 978-4847034459